# It's Five O'Clock Somewhere
It's Five O'Clock Somewhere es el álbum debut de la banda de rock Slash's Snakepit liderada por Slash. El disco salió el 4 de febrero de 1995. El álbum fue platino en el mundo entero.
Slash originalmente escribió algunas de estas canciones para ser usadas en el álbum sucesor de The Spaghetti Incident? de Guns N' Roses.
El arte de la cubierta es una fotografía de una pared pintada con aerosol, que fue creada por Ash Hudson.

## Listado de canciones
| N.º | Título                       | Escritor(es)               | Duración |  |
| 1.  | «Neither Can I»              | Eric Dover, Slash          | 6:44     |  |
| 2.  | «Dime Store Rock»            | Gilby Clarke, Dover, Slash | 4:54     |  |
| 3.  | «Beggars & Hangers-On»       | Dover, Duff McKagan, Slash | 6:14     |  |
| 4.  | «Good To Be Alive»           | Clarke, Dover, Slash       | 4:51     |  |
| 5.  | «What Do You Want To Be»     | Dover, Slash, Matt Sorum   | 6:18     |  |
| 6.  | «Monkey Chow»                | Clarke                     | 4:15     |  |
| 7.  | «Soma City Ward»             | Dover, Slash, Sorum        | 3:50     |  |
| 8.  | «Jizz Da Pit» (Instrumental) | Mike Inez, Slash           | 2:48     |  |
| 9.  | «Lower»                      | Dover, Slash, Sorum        | 4:55     |  |
| 10. | «Take It Away»               | Dover, Slash, Sorum        | 4:44     |  |
| 11. | «Doin' Fine»                 | Dover, Slash               | 4:19     |  |
| 12. | «Be The Ball»                | Slash                      | 5:17     |  |
| 13. | «I Hate Everybody (But You)» | Dover, Slash               | 4:40     |  |
| 14. | «Back And Forth Again»       | Dover, Slash               | 5:55     |  |

## Listas
Álbum - Billboard (América del Norte)
| Año  | Lista             | Posición |
| ---- | ----------------- | -------- |
| 1995 | The Billboard 200 | 70       |

## Miembros
- Voz: Eric Dover
- Guitarra líder: Slash
- Guitarra rítmica: Gilby Clarke
- Bajo: Mike Inez
- Batería y percusiones: Matt Sorum

### Miembros adicionales
- Teclado: Dizzy Reed
- Armónica: Teddy Andreadis
- Producido por: Mike Clink & Slash
- Ingeniero: Mike Clink
- Mezclado por: Steve Thompson & Michael Barbiero en River Sound
- A&R: Tom Zutaut